# Jean-Jacques Goron
Pour les articles homonymes, voir Goron.
Jean-Jacques Goron est un réalisateur français de séries et de fictions télévisés.

## Filmographie

### Assistant réalisateur à la télévision française
- 1966 :  Jean-Pierre Marchand  - "Julie de Chaverny ou  La double méprise "
- 1967 :  Olivier Ricard  - "Agrippa d'Aubigné ", " L'Archange "
- 1967 :  Roger Kahane   - " La Célestine ", " Le fils prodigue "
- 1968 :  Georges Regnier - " Nanou "
- 1969 :  Pierre Badel   - " Cinq jours d'automne"
- 1970 :  Henri Spade  - " Un crime de bon ton " et les " Joie de vivre " Variétés en direct de Serge Reggiani, Fernand Raynaud, Pierre Tchernia, Colette Besson, Jean Yanne, René Floriot.
- Les Enquêtes du commissaire Maigret :
  - 1971 : Maigret en vacances, téléfilm de Claude Barma, avec Jean Richard dans le rôle-titre. D'après le roman de Simenon Les Vacances de Maigret.
  - 1971 : Maigret à l'école, téléfilm de Claude Barma, avec Jean Richard dans le rôle-titre.

### Réalisation de téléfilms et séries
- 1972 : L'enfant de l'automne, feuilleton de 5 x 30 minutes, d'après une histoire de Nicole Manuello adaptée par Joëlle Goron.
- 1976 : La chronique des Dubois, avec dans le rôle-titre Henri Virlogeux, série télé de 26x13 minutes.
- 1980 : Le Boulanger de Suresnes, avec Jean-Marc Thibault, Catherine Rouvel, Charlotte de Turckheim, Henry Courseaux, Zoé Chauveau, téléfilm de 96 minutes.
- 1981 : Maigret et les Braves Gens, avec Jean Richard… adapté par Joëlle Goron - épisode   de la série télé de 98 minutes.
- 1982 : La Steppe, programme de Noël Fr3 de 126 minutes, d'après Anton Tchekhov, dont il signe l'adaptation, les dialogues et la réalisation.
- 1983 : Opération O.P.E.N. - Vacances à l'Adamello Brenta, coscénariste, série télé de 12 × 100 minutes (Italie).
- 1984 : Les cinq dernières minutes"," Histoire d'os, avec Jacques Debary... épisode N°53 - de la série télé de 96 minutes.
- 1985 : Une vie comme je veux, scénario et dialogues de Joëlle Goron - téléfilm de 2 × 90 minutes- 2 Nominations 7 d'Or - avec Miou-Miou et Pierre Arditi -- Meilleur téléfilm / Meilleure actrice - Sélection New-York Film Festival 1986.
- 1990 : La famille Fontaine, série de 26 minutes pour la jeunesse. Trois épisodes.
- 1990 : Le Second voyage, avec Cristiana Reali, Catherine Salviat, première coproduction franco-péruvienne. 2 × 100 min et 4 × 52 min.

### Réalisation de documentaires et magazines
- 1970 : Blaise Cendrars,  documentaire de 55 minutes.
- 1973 : Le bestiaire du petit Lou, série pour la jeunesse 6x26 minutes
- 1974 : Le parachute,  magazine Epsilon de 24 minutes.
- 1974 : Les marées ,   magazine Epsilon de 24 minutes.
- 1974 : Les volcans ,  magazine Epsilon de 24 minutes.
- 1975 : Esplantas, magazine Télé Promotion Rurale de 26 minutes.
- 1975 : Tauves ,    magazine Télé Promotion Rurale de 26 minutes.
- 1975 : Coucouron, magazine Télé Promotion Rurale de 26 minutes.
- 1976 : Le téléphone ,     magazine Epsilon de 26 minutes.
- 1976 : Pleumeur-Boudou ,  magazine Epsilon de 26 minutes.
- 1976 : L'envers de l'aviation, magazine Epsilon de 26 minutes.
- 1976 : Maintenance au sol,     magazine Epsilon de 26 minutes.
- 1977 : Paris en Mai " TF1 pour la télévision Soviétique 2x26 minutes
- 1978 : Papivole , Série expérimentale en super8 avec des enfants. 10x13 minutes.

## Récompenses
Il obtient le Grand Prix de la Télévision Fondation de France - Albert Olivier pour le téléfilm Le Boulanger de Suresnes en 1981.
En 1984, il obtient le Ruban bleu de Télé 7 jours, pour Histoire d'Os.
Une Vie comme je veux a été nommé au Sept d'or en 1985.